# الانتخابات التشريعية الجزائرية
الجزائر بلد جمهوري ديمقراطي متععد الأحزاب السياسية؛ تقريبا 40 حزب سياسي، أحزاب الجزائر التي لها نصيب أوفر في السلطة التشريعية منذ الانتخابات التشريعية الجزائرية 2012 هي:
- حزب جبهة التحرير الوطني
- التجمع الوطني الديمقراطي
- حركة مجتمع السلم وتكتلها

تعتمد الانتخابات التشريعية الجزائرية من حيث كافة إجراءات الانتخاب على قانون الانتخابات 2001 الذي يحدد المدة الزمنية للمجلس المنتخب وهي خمس سنوات بطريقة الاقتراع النسبي على القائمة الموزعة على حدود كل الدوائر الانتخابية ولا يمكن أن يقل عدد المقاعد عن أربع بالنسبة للولايات التي يقل عدد سكانها على ثلاثمائة وخمسين ألف(350.000) نسمة، وتوزع المقاعد حسب نسبة عدد الأصوات تحصل عليها كل قائمة، ولا تؤخذ في الحسبان عند توزيع المقاعد القوائم التي لم تحصل على نسبة خمسة بالمائة.